# Prodaphaenus
Prodaphaenus es un género extinto de miácidos que vivió durante el Eoceno. Se han encontrado fósiles a Wyoming (Estados Unidos). 